# ویلیام فرانسیس پاتریک ناپیر
ویلیام فرانسیس پاتریک ناپیر (انگلیسی: William Francis Patrick Napier; ۷ دسامبر ۱۷۸۵ – ۱۲ فوریهٔ ۱۸۶۰) فرد نظامی و نویسنده اهل پادشاهی متحد بریتانیای کبیر و ایرلند بود. وی همچنین برندهٔ جوایزی همچون نشان حمام شده‌است.